# Banu Wahb
Els Banu Wahb foren una família de funcionaris i visirs dels abbàssides dels segles IX i X. Eren originaris de Wasit i d'origen cristià nestorià encara que es proclamaven d'origen àrab i de la tribu Balharith de Nadjran al Iemen.
Els personatges principals foren:
- Abu-Ayyub Sulayman ibn Wahb
- Ubayd-Al·lah ibn Sulayman
- Abu-l-Hussayn al-Qàssim ibn Ubayd-Al·lah
- Al-Hussayn ibn al-Qàssim
- Muhàmmad ibn al-Qàssim